# خانه شاه نشین فخر نبی
خانه شاه‌نشین فخر نبی مربوط به دوره قاجار است و در شهرستان جاجرم، بخش جلگه سنخواست، دهستان چهارده سنخواست، روستای ‌‌خراشا واقع شده و این اثر در تاریخ ۲۶ اسفند ۱۳۸۶ با شمارهٔ ثبت ۲۲۲۱۶ به‌عنوان یکی از آثار ملی ایران به ثبت رسیده است.